# Onda (Spagna)
Onda è un comune spagnolo di 20 019 abitanti situato nella comunità autonoma Valenciana. È situato nella comarca de La Plana Baixa in provincia di Castellon de la Plana. Dista 25 km da Castellon e 65 km da Valencia. È un famoso centro di produzione di ceramiche (taulells) e principalmente su quest'industria si basa la sua economia.

## Storia
Non è facile stabilire da quando sia esistito un insediamento stabile nell'area di Onda. Anche se sono stati rinvenuti vari oggetti databili al periodo Neolitico e all'età del bronzo valenciana, i primi reperti di una certa rilevanza, soprattutto resti di ceramica, appartengono al periodo iberico. Successivamente Onda cadde sotto la dominazione greca, epoca in cui ricevette il nome di Sepelacon e in cui si formarono insediamenti sul Torrelló e sulla collina dell'attuale castello.

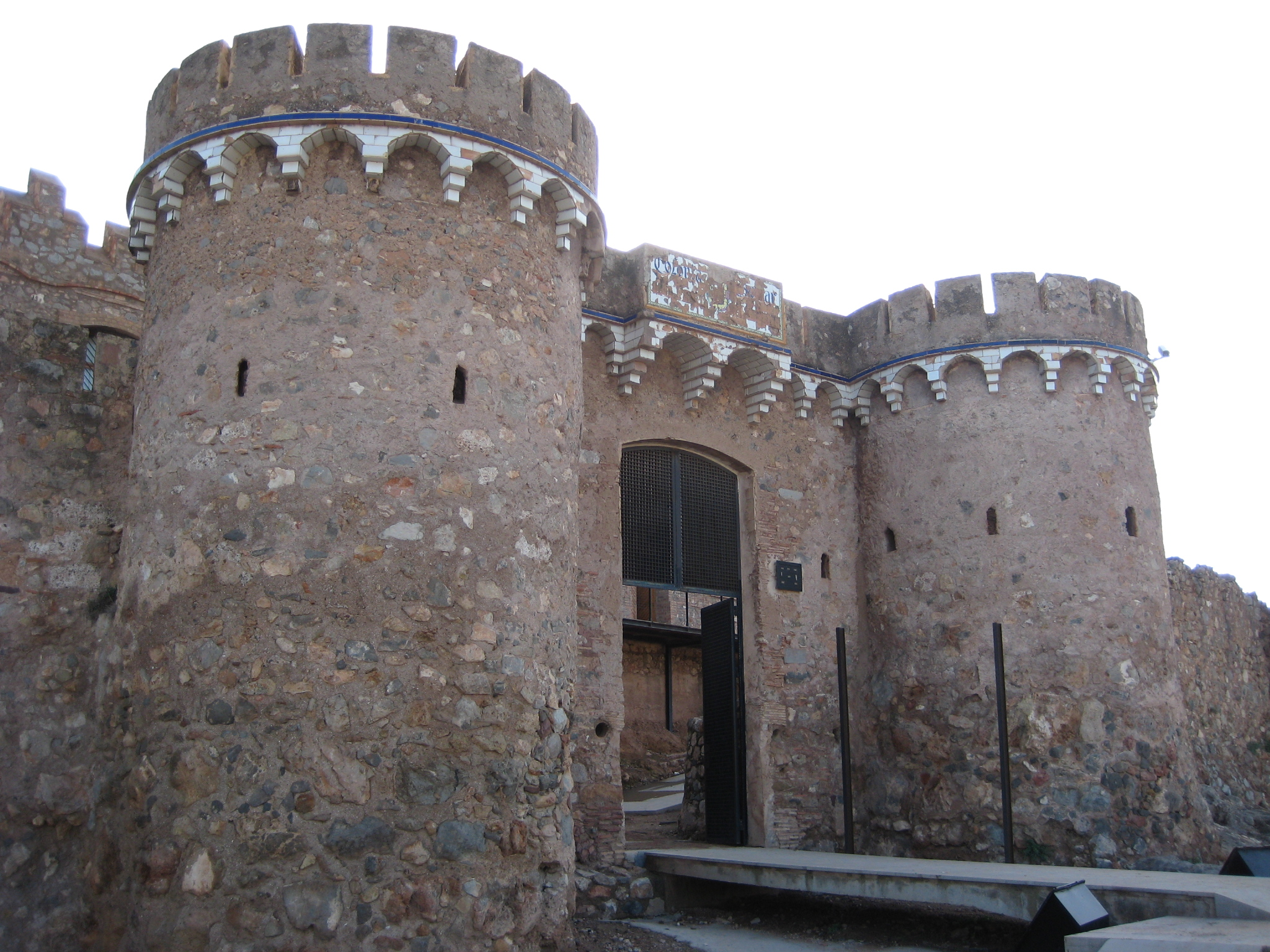
Il castello di Onda

Con l'arrivo della romanizzazione cambiò il nome in Sepelaci, l'insediamento del Torrelló venne abbandonato e il nucleo principale del villaggio si spostò sulla collina del castello, dove sono stati ritrovati numerosi reperti in ceramica. Di questo periodo si conservano cinque iscrizioni latine, i resti di un ponte sul Mijares ed un tratto di strada romana.
Vi fu una presenza visigotica, anche se non permanente, come dimostra la scoperta di una patena di bronzo di quell'epoca.
Un insediamento stabile e definitivo di Onda è datato agli inizi dell'XI secolo con la conquista islamica della penisola iberica: la città si dotò di una cinta muraria e divenne un importante centro durante i secoli XII e XIII.
Nel 1090 Onda fu conquistata dal Cid Campeador, per passare di nuovo ad al-Andalus a partire dal 1102. Successivamente il re Giacomo I d'Aragona la riconquistò verso il 1242, e il 28 di aprile del 1248 le concesse una Carta de población assieme alla comunità rurale (alquería) di Tales.
Da quel momento a Onda convissero cristiani, ebrei e musulmani. I cristiani occupavano la zona all'interno delle mura, escluso il quartiere ebraico attorno alla Porta di Valencia. I musulmani vennero espulsi all'esterno del perimetro murario in conseguenza di una ribellione nel 1248, e crearono un quartiere adiacente alle mura conosciuto da allora come Barrio de la Morería. Nelle alquerías dipendenti da Onda la popolazione era musulmana. Questa situazione si protrasse fino a quando gli ebrei nel 1492 e i moriscos nel 1609, furono espulsi dalla Spagna.
Onda rimase comunque a far parte del Patrimonio della Corona fino al 1280, quando venne ceduta in cambio di Amposta all'Ordine di Malta, che mantenne la signoria fino al 1319, anno in cui passò all'Ordine di Montesa.
Nel 1343 il re Pietro IV di Aragona delegò a quest'Ordine anche la giurisdizione criminale, cosa che provocò una lunga serie di conflitti con la popolazione fino a quando nel 1393, tornò in mano al re Giovanni I d'Aragona.
Un nuovo periodo di signoria ci fu quando Ferdinando II concesse la città di Onda ad Alfonso, secondo Duca di Villahermosa, fatto che originò una forte resistenza negli abitanti che cessò solo quando il Duca morì e la popolazione si legò alla Corona.
Nel 1277 la milizia di Onda partecipò in modo decisivo alla battaglia di Montesa insieme al resto delle truppe di Pietro III.
Nel settembre del 1348, Onda venne assaltata dai soldati dell'Unione Aragonese, avversaria del re Pietro IV, i quali, anche se riuscirono a penetrare di sorpresa nella città uccidendo il governatore e altri 18 ondensi, si diedero alla fuga all'arrivo dei rinforzi realisti da Burriana, che insieme alle truppe di Onda, inseguirono gli unionisti fino a Castellón e li sconfissero dopo un lungo assedio alla città.
Durante la ribellione delle Germanies (1519-1522), Onda si schierò dalla parte del Re lottando contro gli agermanats.
Nel 1526 partecipò alla guerra per sedare la ribellione dei moriscos nella Sierra de Espadán, servendo da quartier generale del Duca di Segorbe e di 3000 lanzichenecchi imperiali al comando di Wilhelm von Roggendorf (1481–1541), che contribuirono in maniera decisiva a soffocare la rivolta. Con l'espulsione dei moriscos nel 1609, alcune alquerías dipendenti da Onda rimasero temporaneamente disabitate.
Nel 1640 Onda inviò uomini al servizio del Re nelle battaglie di Hondarribia e di Salses-le-Château.
Nel 1643, dentro le mura di Onda, era di guarnigione uno degli otto Tercios del re Filippo IV per proteggere il Regno di Valencia da possibili attacchi nel contesto della Sollevazione della Catalogna. Dei mille soldati che formavano questo Tercio, cento, vale a dire una compagnia, erano di Onda e probabilmente parteciparono anche alla presa di Tortosa il 5 dicembre del 1650.
Inoltre, essendo una città fedele al Re, volontari di Onda presero parte alla guerra di successione spagnola, schierandosi a favore di Filippo V di Borbone contro i sostenitori del pretendente Carlo VI d'Asburgo.
Durante l'invasione francese dell'inizio del XIX secolo e la successiva guerra d'indipendenza, Onda venne conquistata dalle truppe francesi il 2 ottobre 1811 per essere liberata pochi giorni dopo. Nel 1812 venne nuovamente occupata, per tornare ad essere ripresa il 5 luglio 1813.
Durante la prima guerra carlista (1833-1840), fu teatro di diversi scontri, tra i quali la cosiddetta battaglia di Onda, in cui vennero sconfitti tre battaglioni dell'esercito carlista.

### Simboli
Lo stemma del comune si blasona:
(Risoluzione del Consiglio di Giustizia e Amministrazione Pubblica del 17 ottobre 2001)

## Amministrazione

### Gemellaggi
- Montendre
- Fiorano Modenese